# 4135 Svetlanov
4135 Svetlanov (1966 PG) là một tiểu hành tinh vành đai chính được phát hiện ngày 14 tháng 8 năm 1966 bởi Lyudmila Chernykh và Tamara Smirnova ở Đài vật lý thiên văn Crimean.